# Municipio de Uruachi
El Municipio de Uruachi es uno de los 67 municipios en que se divide el estado mexicano de Chihuahua, localizado al oeste del territorio estatal. Su cabecera es el pueblo de Uruachi, antiguo centro minero.

## Geografía
Uruachi está localizado al oeste del estado de Chihuahua, en sus límites con el estado de Sonora y en una de las zonas más accidentadas de la Sierra Madre Occidental, sus límites son al norte con el municipio de Moris y con el municipio de Ocampo, al este con el municipio de Maguarichi y al sur con los municipios de Chínipas y Guazapares; al oeste limita con el estado de Sonora, donde sus fronteras corresponden al municipio de Quiriego y el municipio de Rosario. Tiene una extensión territorial total de 3,058.31 kilómetros cuadrados.

### Orografía e hidrografía
El municipio de Uruachi es completamente montañoso, surcado en toda su extensión por la Sierra Madre Occidental, las diversas serranías reciben los nombres locales de Trigo, San José del Pinal, Guasachi, Arechuyvo, La Troja, Orocoroyvo y Batuchiqui.
Uruachi es recorridos por numerosas corrientes fluviales, entre ellas varias que conforman grandes ríos al descender la sierra hacia los estados de Sonora y Sinaloa, entre ellos el río Mayo y el río Fuerte, uno de los afluentes del río Fuerte es el río Charuyvo que recorre el oriente del municipio y señala los límites municipales con Maguarichi, este se une al río Oteros o Chínipas, el cual es el principal afluente del Fuerte; el río Mayo por su parte proviene del vecino municipio de Moris atravesando de norte a sur el territorio recibiendo a numerosos arroyos afluentes y posteriormente cruza hacia el estado de Sonora en un punto denominado Chinotopa. Hidrológicamente pertenece a dos diferentes regiones hidrológicas, la mayor parte del territorio, el centro y oeste pertenece a la Región hidrológica Sonora Sur y a la Cuenca del río Mayo, el extremo este del municipio pertenece a la Región hidrológica Sinaloa y a la Cuenca del río Fuerte.

### Clima y ecosistemas
El clima del municipio de Uruachi es definido por la altitud y la orografía, en todo su territorio se registran tres climas, en casi todo el, principalmente en las zonas más elevadas de los extremos este y oeste, el clima es Templado subhúmedo con lluvias en verano, en el centro del municipio, menos elevado, se encuentra un clima Semicálido subhúmedo con lluvias en verano, finalmente en las zonas más bajas por donde fluye el río Mayo el clima es considerado Semiseco semicálido; siguiendo el mismo patrón de distribución geográfica, la temperatura media anual de las zonas elevadas al oeste y este es de 14a 16 °C, mientras que en la zona central más baja es de 18 a 24 °C; finalmente la precipitación pluvial media anual en los extremos noroeste y noreste es de 800 a 1,000 mm, en la zona baja del río Mayo la precipitación es de 600 a 700 mm, mientras que en la zona intermedia entre las dos anteriores va de 700 a 800 mm.
La flora de la región se divide entre el bosque de las zonas elevadas, donde abundan el pino, el encino y el madroño, y la selva en la zona baja de las barrancas, donde la vegetación es tropical; mientras que las principales especies animales son el venado cola blanca, guajolote, paloma de collar, puma, gato montés y coyote.

## Demografía
Según el Censo de Población y Vivienda de 2010 realizado por el Instituto Nacional de Estadística y Geografía, la población del municipio de Uruachi es de 8 200 habitantes, de los cuales 2 087 son hombres y 4 150 son mujeres; siendo de esta manera su índice de población masculina del 50.9%, el 35.8% de la población es menor de 15 años de edad y el 57.3% de ella se encuentra entre los 64 y los 15 años de edad, su población es sumamente dispersa y no cuenta con ninguna localidad superior a los 2,500 habitantes por lo que todas son consideradas rurales, finalmente el 16.5% de la población de 5 años y más es hablante de alguna lengua indígena.

### Localidades
En el censo de 2020 el municipio de Uruachi contaba con 240 localidades.
| Código INEGI      | Localidad         | Población (2020) |
| ----------------- | ----------------- | ---------------- |
| 080660001         | Uruachi           | 1 258            |
| Otras localidades | Otras localidades | 5 254            |
| Total municipal   | Total municipal   | 6 512            |

## Política
Lo que hoy es el municipio de Uruachi fue creado el día 21 de noviembre de 1844 por la Ley de División Territorial del Departamento de Chihuahua, no sufrió modificación territorial alguna hasta el 26 de diciembre de 1936 cuando un decreto del Congreso de Chihuahua le segregó parte de su territorio para constituir el nuevo municipio de Maguarichi, siendo desde entonces su territorio el mismo.
Como en todos los municipios de México el gobierno le corresponde al ayuntamiento, este está conformado por el presidente municipal, el síndico y el cabildo que está formado por seis regidores, cuatro de mayoría relativa y dos de representación proporcional. El presidente municipal y los regidores son electos mediante una única planilla, mientras que el síndico es electo de manera individual, todos son electos para un periodo de tres años no reelegibles para el siguiente periodo pero si de forma no continua y asumen su cargo el día 10 de octubre del año de su elección.

### Subdivisión administrativa
El municipio se divide en dos secciones municipales: Batopilillas, El Rebaje y Rocoroyvo.

### Representación legislativa
Para la elección de Diputados al Congreso de Chihuahua y al Congreso de la Unión, el municipio de Uruachi se encuentra integrado de la siguiente manera:
Local:
- Distrito electoral local 13 de Chihuahua con cabecera en Guerrero.[20]

Federal
- Distrito electoral federal 9 de Chihuahua con cabecera en Parral.[21]

### Presidentes municipales
- (1991 - 1992): Ignacio Rascón Contreras
- (1992 - 1995): Guadalupe González
- (1995 - 1998): Óscar Jaime Banda Z.
- (1998 - 2001): Carlos Vázquez Hernández
- (2001 - 2004): Rafael Cano Chaparro
- (2004 - 2007): Francisco Rascón Banda
- (2007 - 2010): Rafael Cano Chaparro
- (2010 - 2013): Aldo Alejandro Campos Rascón[22]
- (2013): Reyna Ramona Parra Ramírez
- (2013 - 2016): Antonio Ruiz Martínez
- (2016 - 2018): Hacel Rocio Campos Rascon
- (2018 - 2021):  Adriana Campos Rascon
- (2021 - 2024): Marcelo Rascon Felix